# Rwan
Rwan Philipe Rodrigues de Souza Cruz, meglio noto come Rwan Seco, Rwan Cruz o semplicemente Rwan (Recife, 20 maggio 2001), è un calciatore brasiliano, attaccante del Real Salt Lake, in prestito dal Botafogo.

## Carriera
Cresciuto nel settore giovanile del Santos, ha esordito in prima squadra il 20 febbraio 2022, disputando l'incontro del Campionato Paulista perso per 0-3 contro il San Paolo.

## Statistiche

### Presenze e reti nei club
Statistiche aggiornate al 28 febbraio 2025.
| Stagione          | Squadra           | Campionato        | Campionato | Campionato | Coppe nazionali | Coppe nazionali | Coppe nazionali | Coppe continentali | Coppe continentali | Coppe continentali | Altre coppe | Altre coppe | Altre coppe | Totale | Totale |
| Stagione          | Squadra           | Comp              | Pres       | Reti       | Comp            | Pres            | Reti            | Comp               | Pres               | Reti               | Comp        | Pres        | Reti        | Pres   | Reti   |
| ----------------- | ----------------- | ----------------- | ---------- | ---------- | --------------- | --------------- | --------------- | ------------------ | ------------------ | ------------------ | ----------- | ----------- | ----------- | ------ | ------ |
| 2022              | Santos            | A1/SP+A           | 4+17       | 0+2        | CB              | 3               | 1               | CS                 | 6                  | 1                  | -           | -           | -           | 30     | 4      |
| gen.-mar. 2023    | Santos            | A1/SP+A           | 7+0        | 1+0        | CB              | 0               | 0               | CS                 | -                  | -                  | -           | -           | -           | 7      | 1      |
| Totale Santos     | Totale Santos     | Totale Santos     | 11+17      | 1+2        |                 | 3               | 1               |                    | 6                  | 1                  |             | -           | -           | 37     | 5      |
| apr.-lug. 2023    | Vasco da Gama     | AR/J+A            | 0+2        | 0          | CB              | 0               | 0               | -                  | -                  | -                  | -           | -           | -           | 2      | 0      |
| 2023-2024         | Ludogorec         | PFL               | 32         | 14         | CB              | 5               | 3               | UEL+UECL           | 4+8                | 0+2                | SB          | 1           | 0           | 50     | 19     |
| 2024-feb. 2025    | Ludogorec         | PFL               | 18         | 10         | CB              | 1               | 0               | UCL+UEL            | 5+10               | 0+1                | SB          | -           | -           | 34     | 11     |
| Totale Ludogorets | Totale Ludogorets | Totale Ludogorets | 50         | 24         |                 | 6               | 3               |                    | 27                 | 3                  |             | 1           | 0           | 84     | 30     |
| 2025              | Botafogo          | A/RJ+A            | 2+5        | 0          | CB              | 2               | 1               | CL                 | 3                  | 1                  | SB+RS       | 0+2         | 0           | 14     | 2      |
| Totale carriera   | Totale carriera   | Totale carriera   | 82         | 27         |                 | 9               | 4               |                    | 33                 | 4                  |             | 3           | 0           | 127    | 35     |

## Palmarès

### Club

#### Competizioni nazionali
- Campionato bulgaro: 1

Ludogorec: 2023-2024
- Supercoppa di Bulgaria: 1

Ludogorec: 2023